# 官年
官年（かんねん）は、近世武家社会において幕府や主家などの公儀に対して届けられた公式な年齢をいう。家督相続や出仕、御目見などに関わる年齢制約を回避するため、年齢を操作して届け出るこのような慣行が成立した。公年（こうねん）ともいった。これに対し、実際の年齢は生年といった。

## 年齢制約の一例
幕府の法制では17歳未満の武家当主は養子を迎えることができなかった。そのため、たとえ当主が危篤状態もしくは急死したとしても急養子（末期養子）を迎えられず、家が断絶してしまう可能性があった。その回避策として、家督を相続する可能性がある男子に対しては、あらかじめ年齢を嵩上げする形で年齢操作が行われた。これを取り締まるべき立場の大老・老中以下の幕府の役職者たちも規制の対象となっており、明日は我が身ということで互いをかばいあっていた。

## 丈夫届の存在
この時代は乳幼児の死亡率が極めて高かったため、子供が生まれたとしても即座に公儀へ届け出る必要は必ずしもなかった。出生直後に届出を行わなかった場合は、子供が十分に成育した段階になってから初めて「病弱であったので今まで遠慮していましたが、随分丈夫になりましたので」という形で、出生届である丈夫届を公儀に提出した。このように、実際の出生時期と出生届の提出時期が離れているため、数年単位での年齢操作が可能であった。

## 公儀側の対応
届出を受け付ける公儀側も、このような実態を把握していたようであり、以下のようなエピソードが伝わっている。
- 御目見のあと、将軍自らが「今の者の生年はいくつなのだ？随分幼くみえるな」と側近に感想を漏らした。
- 老中が将軍家子女の縁組に関連して、相手先の大名家に縁組候補の若君の生年を照会した。

## 関連書籍
- 大森映子「お家相続―大名家の苦闘」角川選書